# Zieria hydroscopica
Zieria hydroscopica är en vinruteväxtart som beskrevs av Duretto & P.I.Forst.. Zieria hydroscopica ingår i släktet Zieria och familjen vinruteväxter. Inga underarter finns listade i Catalogue of Life.